# Sleipnir Fossa
La Sleipnir Fossa è una struttura geologica della superficie di Plutone.